# Christian Eigner
Christian Eigner (n. 3 martie 1971, Viena, Austria) este un muzician care a contribuit la peste 300 de albume cu diversele trupe cu care a lucrat. Este toboșarul formației Depeche Mode la turneele sale mondiale încă din 1997. A colaborat cu Depeche Mode și în studio, având contribuții la versurile câtorva piese de pe albumele Playing the Angel, Sounds of the Universe sau Spirit. De asemenea, are și un album solo, Recovery.